# Ілкін Киртимов
Ілкін Ільхам огли Киртимов (азерб. Qırtımov İlkin İlham oğlu, нар. 4 листопада 1990, Загатали, Азербайджан) — азербайджанський футболіст, захисник клубу «Габала» та національної збірної Азербайджану.

## Клубна кар'єра
Ілкін Киртимов народився у Загатальському районі Азербайджану. Футболом почав займатися у середній школі. У віці 11 - ти років вступив до Республіканський олімпійський спортивний ліцей міста Баку, де протягом семи років проходив навчання.
У 2008 році Киртимов підписав професійний контракт с клубом Прем'єр-ліги «Сімургом» з міста Загатали. У 2010 році Киртимов дебютував у першій команді. Наступного року футболіст продовжив дію контракту з клубом.
У 2015 році Киртимов перейшов до столичного клубу «Кешла», де провів три сезони. У 2018 році зіграв кілька матчів за столичний «Нефтчі». Але вже наступний сезон захисник розпочав гравцем клубу «Зіра».
Влітку 2019 року Киртимов як вільний агент повернувся до клубу «Кешла».

## Збірна
У 2014 році Ілкін Киртимов прові кілька товариських матчів у складі національної збірної Азербайджану.

## Титули і досягнення
- Володар Кубка Азербайджану (2):

«Шамахи»: 2020/21
«Габала»: 2022/23